# Timandra putziloi
Timandra putziloi là một loài bướm đêm trong họ Geometridae.